# Canton des Vallées de l'Ousse et du Lagoin
Le canton des Vallées de l'Ousse et du Lagoin est une circonscription électorale française du département des Pyrénées-Atlantiques.

## Histoire
Un nouveau découpage territorial des Pyrénées-Atlantiques entre en vigueur à l'occasion des élections départementales de 2015. Il est défini par le décret du 25 février 2014, en application des lois du 17 mai 2013 (loi organique 2013-402 et loi 2013-403). Les conseillers départementaux sont, à compter de ces élections, élus au scrutin majoritaire binominal mixte. Les électeurs de chaque canton élisent au Conseil départemental, nouvelle appellation du Conseil général, deux membres de sexe différent, qui se présentent en binôme de candidats. Les conseillers départementaux sont élus pour 6 ans au scrutin binominal majoritaire à deux tours, l'accès au second tour nécessitant 12,5 % des inscrits au 1er tour. En outre la totalité des conseillers départementaux est renouvelée. Ce nouveau mode de scrutin nécessite un redécoupage des cantons dont le nombre est divisé par deux avec arrondi à l'unité impaire supérieure si ce nombre n'est pas entier impair, assorti de conditions de seuils minimaux. Dans les Pyrénées-Atlantiques, le nombre de cantons passe ainsi de 52 à 27.
Le canton des Vallées de l'Ousse et du Lagoin est formé de communes des anciens cantons de Montaner (2 communes), de Nay-Est (14 communes), de Pontacq (12 communes) et de Pau-Est (1 commune). Il est entièrement inclus dans l'arrondissement de Pau. Le bureau centralisateur est situé à Pontacq.

## Représentation
| Période élective | Période élective | Mandat | Mandat   | Identité                 | Nuance | Nuance | Qualité |
| ---------------- | ---------------- | ------ | -------- | ------------------------ | ------ | ------ | --- |
| 2015             | 2021             | 2015   | 2021     | Marie-Pierre Cabanne     |        | DVG    | Médiatrice Ancienne conseillère générale du canton de Pontacq Présidente du groupe de la Gauche au Conseil Départemental, maire de Gomer depuis 2020 |
| 2015             | 2021             | 2015   | 2021     | Christian Petchot-Bacqué |        | PS     | Maire de Lagos, Président de la Communauté de Communes du Pays de Nay Ancien conseiller général du Canton de Nay-Est                                 |
| 2021             | 2028             | 2021   | en cours | Marie-Pierre Cabanne     |        | DVG    | Conseillère sortante |
| 2021             | 2028             | 2021   | en cours | Michel Minvielle         |        | DVG    | Technicien aéronautique retraité, maire de Bordères                                                                                                  |

### Résultats détaillés

#### Élections de mars 2015
À l'issue du 1er tour des élections départementales de 2015, deux binômes sont en ballottage : Marie-Pierre Cabanne et Christian Petchot-Bacque (PS, 37,52 %) et Cathy Ladagnous et Didier Larrazabal (DVD, 33,07 %). Le taux de participation est de 57,21 % (12 150 votants sur 21 238 inscrits) contre 52,8 % au niveau départemental et 50,17 % au niveau national.
Au second tour, Marie-Pierre Cabanne et Christian Petchot-Bacque (PS) sont élus avec 51,31 % des suffrages exprimés et un taux de participation de 58,46 % (5 854 voix pour 12 417 votants et 21 241 inscrits).
Marie-Pierre Cabanne a quitté le Parti socialiste.

#### Élections de juin 2021
Le premier tour des élections départementales de 2021 est marqué par un très faible taux de participation (33,26 % au niveau national). Dans le canton des Vallées de l'Ousse et du Lagoin, ce taux de participation est de 40,75 % (9 023 votants sur 22 140 inscrits) contre 38,82 % au niveau départemental. À l'issue de ce premier tour, deux binômes sont en ballottage : Marie-Pierre Cabanne et Michel Minvielle (DVG, 41,63 %) et Marie-Ange Cazala-Croutzet et Didier Larrazabal (DVD, 35,96 %).
Le second tour des élections est marqué une nouvelle fois par une abstention massive équivalente au premier tour. Les taux de participation sont de 34,36 % au niveau national, 40,13 % dans le département et 41,28 % dans le canton des Vallées de l'Ousse et du Lagoin. Marie-Pierre Cabanne et Michel Minvielle (DVG) sont élus avec 53,24 % des suffrages exprimés (4 510 voix pour 9 143 votants et 22 148 inscrits),,.

## Composition
Le canton des Vallées de l'Ousse et du Lagoin comprend vingt-neuf communes entières.
| Nom                                        | Code Insee | Intercommunalité     | Superficie (km2) | Population (dernière pop. légale) | Densité (hab./km2) | Modifier                                    |
| ------------------------------------------ | ---------- | -------------------- | ---------------- | --------------------------------- | ------------------ | ------------------------------------------- |
| Pontacq (bureau centralisateur)            | 64453      | CC du Nord-Est Béarn | 28,85            | 2 916 (2022)                      | 101                | modifier les données · modifier les données |
| Aast                                       | 64001      | CC du Nord-Est Béarn | 4,75             | 196 (2022)                        | 41                 | modifier les données · modifier les données |
| Angaïs                                     | 64023      | CC du Pays de Nay    | 5,94             | 895 (2022)                        | 151                | modifier les données · modifier les données |
| Barzun                                     | 64097      | CC du Nord-Est Béarn | 8,19             | 627 (2022)                        | 77                 | modifier les données · modifier les données |
| Baudreix                                   | 64101      | CC du Pays de Nay    | 2,00             | 585 (2022)                        | 293                | modifier les données · modifier les données |
| Bénéjacq                                   | 64109      | CC du Pays de Nay    | 17,03            | 1 987 (2022)                      | 117                | modifier les données · modifier les données |
| Beuste                                     | 64119      | CC du Pays de Nay    | 5,84             | 675 (2022)                        | 116                | modifier les données · modifier les données |
| Boeil-Bezing                               | 64133      | CC du Pays de Nay    | 8,50             | 1 330 (2022)                      | 156                | modifier les données · modifier les données |
| Bordères                                   | 64137      | CC du Pays de Nay    | 4,58             | 676 (2022)                        | 148                | modifier les données · modifier les données |
| Bordes                                     | 64138      | CC du Pays de Nay    | 7,27             | 2 878 (2022)                      | 396                | modifier les données · modifier les données |
| Coarraze                                   | 64191      | CC du Pays de Nay    | 14,84            | 2 170 (2022)                      | 146                | modifier les données · modifier les données |
| Espoey                                     | 64216      | CC du Nord-Est Béarn | 13,43            | 1 206 (2022)                      | 90                 | modifier les données · modifier les données |
| Ger                                        | 64238      | CC du Nord-Est Béarn | 31,49            | 2 118 (2022)                      | 67                 | modifier les données · modifier les données |
| Gomer                                      | 64246      | CC du Nord-Est Béarn | 3,24             | 302 (2022)                        | 93                 | modifier les données · modifier les données |
| Hours                                      | 64266      | CC du Nord-Est Béarn | 5,80             | 230 (2022)                        | 40                 | modifier les données · modifier les données |
| Igon                                       | 64270      | CC du Pays de Nay    | 5,33             | 1 008 (2022)                      | 189                | modifier les données · modifier les données |
| Labatmale                                  | 64292      | CC du Pays de Nay    | 3,32             | 258 (2022)                        | 78                 | modifier les données · modifier les données |
| Lagos                                      | 64302      | CC du Pays de Nay    | 4,46             | 468 (2022)                        | 105                | modifier les données · modifier les données |
| Lestelle-Bétharram                         | 64339      | CC du Pays de Nay    | 8,63             | 795 (2022)                        | 92                 | modifier les données · modifier les données |
| Limendous                                  | 64343      | CC du Nord-Est Béarn | 7,48             | 706 (2022)                        | 94                 | modifier les données · modifier les données |
| Livron                                     | 64344      | CC du Nord-Est Béarn | 7,54             | 364 (2022)                        | 48                 | modifier les données · modifier les données |
| Lourenties                                 | 64352      | CC du Nord-Est Béarn | 8,94             | 415 (2022)                        | 46                 | modifier les données · modifier les données |
| Lucgarier                                  | 64358      | CC du Nord-Est Béarn | 5,67             | 265 (2022)                        | 47                 | modifier les données · modifier les données |
| Mirepeix                                   | 64386      | CC du Pays de Nay    | 3,29             | 1 254 (2022)                      | 381                | modifier les données · modifier les données |
| Montaut                                    | 64400      | CC du Pays de Nay    | 15,41            | 1 121 (2022)                      | 73                 | modifier les données · modifier les données |
| Nousty                                     | 64419      | CC du Nord-Est Béarn | 9,70             | 1 591 (2022)                      | 164                | modifier les données · modifier les données |
| Ponson-Dessus                              | 64452      | CC du Nord-Est Béarn | 10,77            | 258 (2022)                        | 24                 | modifier les données · modifier les données |
| Saint-Vincent                              | 64498      | CC du Pays de Nay    | 16,61            | 395 (2022)                        | 24                 | modifier les données · modifier les données |
| Soumoulou                                  | 64526      | CC du Nord-Est Béarn | 2,79             | 1 587 (2022)                      | 569                | modifier les données · modifier les données |
| Canton des Vallées de l'Ousse et du Lagoin | 6427       |                      | 271,69           | 29 276 (2022)                     | 108                | modifier les données                        |

## Démographie
En 2022, le canton comptait 29 276 habitants, en évolution de +1,9 % par rapport à 2016 (Pyrénées-Atlantiques : +3,78 %, France hors Mayotte : +2,11 %).
| 2013   | 2018   | 2022   |
| ------ | ------ | ------ |
| 28 029 | 28 987 | 29 276 |